# Distrikt Santo Tomás (Luya)
Der Distrikt Santo Tomás ist einer der 23 peruanischen Distrikte, welche die Provinz Luya in der Region Amazonas bilden. Der Distrikt hat eine Fläche von 84,93 km². Die Einwohnerzahl lag beim Zensus 2017 bei 3012.

## Geographie
Santo Tomás befindet sich im Hochgebirge und in der Nacht wird es oft bitterkalt. Im Osten wird der Distrikt Santo Tomás vom Fluss Utcubamba begrenzt.
Im Distrikt Santo Tomás finden sich vielerlei Ruinen der Kultur der Chachapoya.
Im Norden grenzt der Distrikt Santo Tomás an den Distrikt San Juan de Lopecancha, im Osten an den Distrikt La Jalca und den Distrikt Leimebamba, im Süden an den Distrikt San Francisco del Yeso, im Süden an den Distrikt Cocabamba und im Westen an den Distrikt María.
Das Dorffest in Santo Tomás findet am 21. Dezember, dem Fest des heiligen Thomas, statt.